# Angelique Widjaja
Angelique Widjaja (Bandung, 12 december 1984) is een voormalig tennisspeelster uit Indonesië. Zij begon met tennis toen zij vier jaar oud was. Haar favoriete ondergrond is hardcourt en gravel. Zij was actief in het proftennis van 1999 tot en met 2008.

## Loopbaan

### Enkelspel
Widjaja debuteerde in 1999 op het ITF-toernooi van Jakarta (Indonesië). Zij stond in 2001 voor het eerst in een finale, op het ITF-toernooi van Nonthaburi (Thailand) – zij verloor van de Taiwanese Hsieh Su-wei. In 2002 veroverde Widjaja haar enige ITF-titel, op het toernooi van Dubai (VAE), door de Japanse Shinobu Asagoe te verslaan.
In 2001 nam Widjaja voor het eerst deel aan een WTA-toernooi, op het toernooi van Bali – hier veroverde zij meteen haar eerste titel, door in de finale de Zuid-Afrikaanse Joannette Kruger te verslaan. Hiermee was ze de zesde tennisspeelster die als debutant een WTA-toernooi won. In totaal won zij twee WTA-titels, de andere in 2002 in Pattaya.
Haar beste resultaat op de grandslamtoernooien is het bereiken van de tweede ronde. Haar hoogste positie op de WTA-ranglijst is de 55e plaats, die zij bereikte in maart 2003.

### Dubbelspel
Widjaja behaalde in het dubbelspel betere resultaten dan in het enkelspel. Zij debuteerde in 1999 op het ITF-toernooi van Jakarta (Indonesië) samen met haar landgenote Mudarwati Mudarwati. Zij stond in 2000 voor het eerst in een finale, op het ITF-toernooi van Jakarta (Indonesië), samen met haar landgenote Liza Andriyani – hier veroverde zij haar eerste titel, door de Koreaanse Chae Kyung-yee en Kim Jin-hee te verslaan. In totaal won zij zes ITF-titels, de laatste in 2008 in Jakarta (Indonesië), nogmaals samen met haar landgenote Liza Andriyani. Met deze titel sloot Widjaja tevens haar tennisloopbaan af.
In 2001 nam Widjaja voor het eerst deel aan een WTA-toernooi, op het toernooi van Bali, samen met de Amerikaanse Tracy Almeda-Singian. Zij bereikten er de tweede ronde. Zij stond in 2002 voor het eerst in een WTA-finale, op het toernooi van Bol, samen met de Italiaanse Tathiana Garbin – hier veroverde zij haar eerste titel, door Jelena Bovina en Henrieta Nagyová te verslaan. In totaal won zij twee WTA-titels, de andere in 2003 in Bali, samen met de Venezolaanse María Vento-Kabchi.
Haar beste resultaat op de grandslamtoernooien is het bereiken van de kwartfinale. Haar hoogste positie op de WTA-ranglijst is de vijftiende plaats, die zij bereikte in februari 2004.

## Posities op deWTA-ranglijst
Positie per einde seizoen:
| jaartal | rank enkel | rank dubbel |
| ------- | ---------- | ----------- |
| 2006    | 228        | 103         |
| 2005    | –          | –           |
| 2004    | 135        | 72          |
| 2003    | 95         | 18          |
| 2002    | 69         | 82          |
| 2001    | 149        | 290         |
| 2000    | 709        | 604         |

## Palmares
| Legenda                |
| ---------------------- |
| Grandslamtoernooi      |
| Olympische Spelen      |
| Year-End Championships |
| Tier I                 |
| Tier II                |
| Tier III               |
| Tier IV & V            |

### WTA-finaleplaatsen enkelspel
| nr.              | finaledatum | toernooi    | ondergrond | tegenstandster   | score    |         |
| ---------------- | ----------- | ----------- | ---------- | ---------------- | -------- | ------- |
| Gewonnen finales |             |             |            |                  |          |         |
| 1.               | 2001-09-30  | WTA Bali    | hardcourt  | Joannette Kruger | 7-6, 7-6 | details |
| 2.               | 2002-11-10  | WTA Pattaya | hardcourt  | Cho Yoon-jeong   | 6-2, 6-4 | details |

### WTA-finaleplaatsen dubbelspel
| nr.                                | finaledatum | toernooi    | ondergrond | partner            | tegenstandsters                          | score         |         |
| ---------------------------------- | ----------- | ----------- | ---------- | ------------------ | ---------------------------------------- | ------------- | ------- |
| Gewonnen finales vrouwendubbelspel |             |             |            |                    |                                          |               |         |
| 1.                                 | 2002-04-29  | WTA Bol     | gravel     | Tathiana Garbin    | Jelena Bovina Henrieta Nagyová           | 7-5, 3-6, 6-4 | details |
| 2.                                 | 2003-09-08  | WTA Bali    | hardcourt  | María Vento-Kabchi | Émilie Loit Nicole Pratt                 | 7-5, 6-2      | details |
| Verloren finales vrouwendubbelspel |             |             |            |                    |                                          |               |         |
| 1.                                 | 2003-02-10  | WTA Doha    | hardcourt  | María Vento-Kabchi | Janet Lee Wynne Prakusya                 | 1-6, 3-6      | details |
| 2.                                 | 2003-05-19  | WTA Madrid  | gravel     | Rita Grande        | Jill Craybas Liezel Huber                | 4-6, 6-7      | details |
| 3.                                 | 2003-08-11  | WTA Toronto | hardcourt  | María Vento-Kabchi | Svetlana Koeznetsova Martina Navrátilová | 6-3, 1-6, 1-6 | details |
| 4.                                 | 2003-11-03  | WTA Pattaya | hardcourt  | Wynne Prakusya     | Li Ting Sun Tiantian                     | 4-6 3-6       | details |

## Prestatietabel grandslamtoernooien
| Legenda | Legenda                          |
| ------- | -------------------------------- |
| g.t.    | geen toernooi gehouden           |
| l.c.    | lagere categorie                 |
| –       | niet deelgenomen                 |
| G       | uitgeschakeld in de groepsfase   |
| 1R      | uitgeschakeld in de eerste ronde |
| 2R      | uitgeschakeld in de tweede ronde |
| 3R      | uitgeschakeld in de derde ronde  |
| 4R      | uitgeschakeld in de vierde ronde |
| KF      | uitgeschakeld in de kwartfinale  |
| HF      | uitgeschakeld in de halve finale |
| F       | de finale verloren               |
| W       | het toernooi gewonnen            |
| w-v     | winst/verlies-balans             |

### Enkelspel
| Toernooi        | 2002 | 2003 | 2004 |
| --------------- | ---- | ---- | ---- |
| Australian Open | –    | 1R   | 1R   |
| Roland Garros   | 2R   | 1R   | –    |
| Wimbledon       | 2R   | 2R   | 1R   |
| US Open         | 2R   | 1R   | 1R   |

### Vrouwendubbelspel
| Toernooi        | 2002 | 2003 | 2004 |
| --------------- | ---- | ---- | ---- |
| Australian Open | –    | 1R   | KF   |
| Roland Garros   | 3R   | 2R   | 1R   |
| Wimbledon       | 1R   | KF   | KF   |
| US Open         | 1R   | KF   | 1R   |

### Gemengd dubbelspel
| Toernooi        | 2004 |
| --------------- | ---- |
| Australian Open | 2R   |
| Roland Garros   | KF   |
| Wimbledon       | 2R   |
| US Open         | 1R   |

## Privé
Angelique Widjaja huwde in 2010. Zij en haar man werden in december 2015 de ouders van een tweeling.